# Kennewick

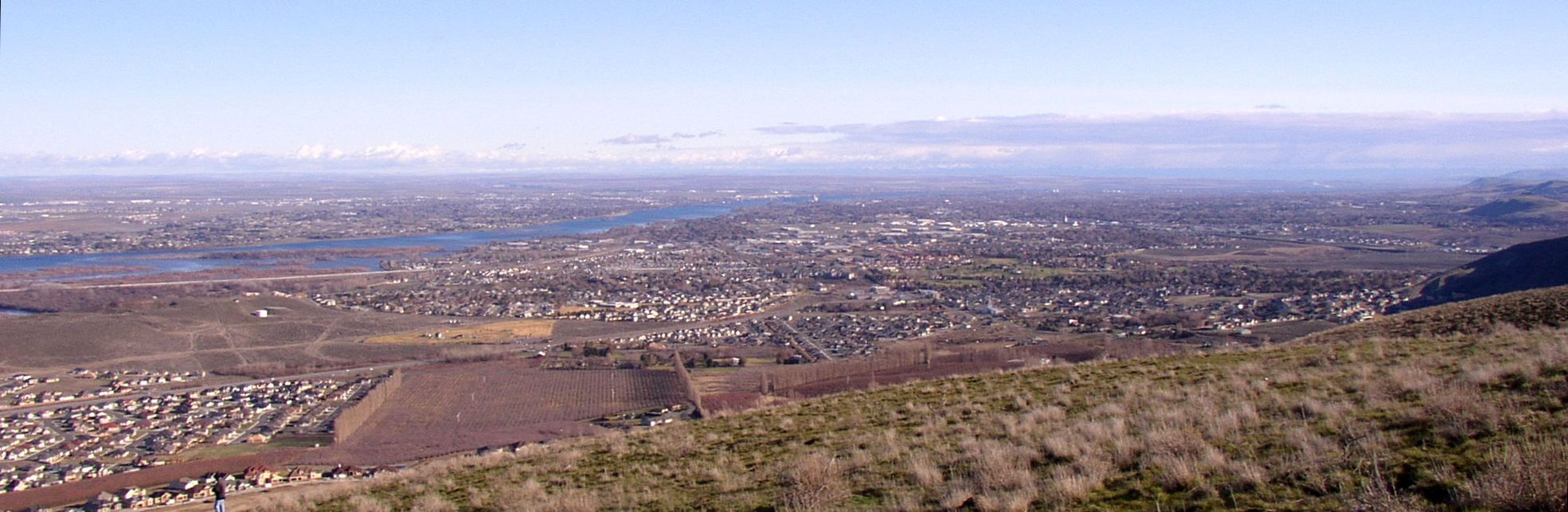
Tri-Cities avec Kennewick en arrière-plan à droite

Kennewick est une ville américaine, située dans le comté de Benton au sud-est de l'État de Washington. Selon le recensement de 2000, la population de la ville est de 54 693 habitants. C'est la plus peuplée des trois villes formant collectivement Tri-Cities, les autres étant Pasco et Richland. Selon l'estimation de 2008, la ville aurait une population totale de 63 216 habitants, faisant d'elle la plus grande ville du comté de Benton.

## Histoire
Kennewick a été officiellement incorporée en 1904.
L'homme de Kennewick, nom donné aux restes d'un homme préhistorique retrouvés en 1996 à Kennewick atteste d'une présence humaine ancienne dans la région.

## Géographie
Kennewick se situe au sud-est de l'État de Washington, le long de la rive sud-ouest du fleuve Columbia, en face de Pasco, Washington, au sud de la confluence des fleuves Columbia et Yakima et au nord-est de la rivière Walla Walla. 

## Économie
Diverses entreprises sont implantées à Kennewick, parmi lesquelles on peut citer :
- KeyMasterTech[réf. obsolète][1], filiale de Bruker ;
- KVEW-TV 42, une chaîne de télévision affiliée à ABC ;
- Siège de la société Lamb Weston, filiale du groupe ConAgra Foods, important producteur de produits de pomme de terre surgelés[2].

## Sports
- Courses annuelles d'hydroglisseurs sur le fleuve Columbia.
- Americans de Tri-City (ex-Bruins de New Westminster), une franchise de la ligue de hockey de l'Ouest.

## Personnalités liées à la ville
- Ed Brown, joueur de football américain, est décédé à Kennewick.
- Jeremy Bonderman, joueur de baseball, est né à Kennewick.

## Jumelages
- Ying Ko (Taïwan)
- Taoyuan (Taïwan)